# 은총의 방도
은혜의 방도, 또는 은혜의 방편은 기독교 신학 용어로서 야훼가 그의 백성들에게 은혜를 베풀기 위해 정한 방도(means)들을 말한다. 정확히 그 은혜가 무엇인지, 또 그 방도들이 무엇인지는 신학 사조에 따라 차이가 있다.

## 개혁주의
개혁주의의 일반적으로 은혜의 수단(방도)은 하나님의 말씀(신.구약)과 성례전(세례, 성찬), 기도이다. 이들 방도들이 제정된 이유는 특수 은혜를 베풀기 위한 것이라고 본다. 이 수단들을 통하여 공식적으로 하나님의 은혜가 성도들에게 임한다. 참고로 예배에 이 요소들이 포함되며 예배의 요소는 말씀(설교), 기도, 찬송, 헌상, 신앙고백, 성례, 축도 등이다.

## 감리교
기독교대한감리회 교리와 장정 105단 제 4조에는 은혜를 받는 방법에 대하여 공중예배와 속회 및 기도회의 참석, 세례, 성찬식, 성경과 기도생활 및 가정예배, 사경회와 부흥회 등의 은혜받는 집회에의 참석으로 설명하고 있다. 다음 조목인 106단 제 5조에는 '은혜받는 집회'를 보다 구체적으로 공중예배, 수요예배, 속회, 기도회, 가정예배, 사경회, 부흥회로 설명하는데, 이는 105단의 내용을 보다 구체적으로 설명한 것이다.

## 참고 문헌
1. ↑  교리와 장정[깨진 링크(과거 내용 찾기)]